# Leutscher
Leutscher (ook: Lötscher) is de naam van een Nederlandse familie, met verschillende vertakkingen, die van Zwitserse origine is. De familie kent in Nederland een welvarende geschiedenis.
Van oorsprong komt de familie Leutscher uit het Lötschental in het kanton Wallis in het zuiden van Zwitserland. De oudste oorkonde waarin de naam Lötscher voorkomt is van augustus 1306, het origineel berust in het Staatsarchiv des Kantons Bern.
De oudst bekende stamvader van de familie is de in omstreeks 1598 te Wimmis geboren Hans Lötscher. De schrijfwijze met ö heeft na 1711, toen de familie in Nederland kwam, nog enige tijd stand gehouden, maar niet lang. De ö werd toen vervangen door de vrijwel gelijk klinkende Nederlandse “eu”. De zoon van Hans Lötscher, Abraham Lötscher (1657-1701), was getrouwd met Madalena Schmid (1657-1726). Abraham Lötscher was rechter en diaken in het Chorgericht te Erlenbach im Simmental. Zijn echtgenote Madalena Schmid was doopsgezind.

## Wapen
Het wapenschild van de familie Leutscher is in zilver uitgevoerd met daarin twee groene klaverbladeren vergezeld in de schildvoet van een groene drieberg, beladen met een vijfpuntige gouden ster. Het helmteken is een omgekeerd zilveren zwaard met gouden gevest tussen een zilveren vlucht. Het dekkleden is groen, gevoerd van zilver.

## Vestiging van de familie in Nederland
De vervolging van doopsgezinden in Zwitserland begon omstreeks 1673 erger te worden. Iedereen die doopsgezind was in het kanton Bern riskeerde de galg en de gevangenis. Begin 1711 stelde het kanton Bern middels een "plakkaat van amnestie" dat het niet gelukt was het land te zuiveren van dopers en dat de sectie zelfs groter was geworden. Dit omdat men tot nu toe geen plaats kon vinden waarheen de dopers konden gaan, hadden zij van de gelegenheid tot vrije uittocht geen gebruik kunnen maken.
Het probleem werd opgelost door de onderhandelingen met de koning van Pruisen en met de Staten-Generaal van het Koninkrijk der Nederlanden. Onder andere de familie Lötscher mocht naar Nederland reizen en konden daar dan nog kiezen voor vestiging in Nederland of in Pruisen. Gereformeerden mochten mede vertrekken maar verloren daardoor, evenals de Dopers, hun burgerrechten. Op 18 maart 1711 was men, in de in Amsterdam gehouden vergadering van gecommitteerden, uiterst verheugd over het plakkaat van amnestie en men besloot de gezant Rünckel te verzoeken, geheel voor eigen rekening van de Algemene Commissie, zich te willen belasten met alles wat nodig mocht zijn voor de uittocht van onder andere de familie Lötscher naar Nederland. In 1711 vertrokken vanuit het Zwitserse Basel vier schepen, met in totaal zo’n 340 doopsgezinden. Op drie augustus 1711 kwamen leden van de familie Lötscher in Amsterdam aan.
De Leutschers vestigde zich hierop in de provincie Groningen. Alle personen met deze naam in Nederland zijn terug te voeren als afstammelingen van Abraham Lötscher (1657-1701); drie jaren voor het eind van het eerste decennium van de eenentwintigste eeuw telde de familie in Nederland overigens driehonderdvierenveertig leden. In de stad en provincie Groningen behoorde de familie al snel tot de meest welvarende Groningers.

## Bekende leden
Diverse bekende leden van de familie Leutscher zijn hieronder op alfabetische volgorde weergegeven:
- Dick Leutscher (1931), musicoloog;
- Egbertje Leutscher-de Vries (1902) de oudste ingezetene van Nederland;
- Hans Leutscher (1952), beeldhouwer;
- Jakob Leutscher (?-1997), ondernemer;
- Johan Leutscher (1964), roeier.